# Hylophorbus rainerguentheri
Hylophorbus rainerguentheri är en groddjursart som beskrevs av Richards och Oliver 2007. Hylophorbus rainerguentheri ingår i släktet Hylophorbus och familjen Microhylidae. IUCN kategoriserar arten globalt som otillräckligt studerad. Inga underarter finns listade i Catalogue of Life.